# Communauté de communes de la Montagne d’Ardèche
Die Communauté de communes de la Montagne d’Ardèche ist ein französischer Gemeindeverband mit der Rechtsform einer Communauté de communes im Département Ardèche der Region Auvergne-Rhône-Alpes. Sie wurde am 16. Dezember 2016 gegründet und umfasst 28 Gemeinden. Der Sitz der Verwaltung befindet sich im Ort Coucouron.

## Historische Entwicklung
Der Gemeindeverband entstand mit Wirkung vom 1. Januar 2017 durch die Fusion der Vorgängerorganisationen
- Communauté de communes Entre Loire et Allier
- Communauté de communes Cévenne et Montagne Ardéchoises und
- Communauté de communes Sources de la Loire

unter Zugang der Gemeinden Astet, Borée, Lachamp-Raphaël, La Rochette und Saint-Martial von anderen Gemeindeverbänden.
Mit Wirkung vom 1. Januar 2019 wurden die bis dahin selbstständigen Gemeinden Saint-Laurent-les-Bains und Laval-d’Aurelle zur Commune nouvelle Saint-Laurent-les-Bains-Laval-d’Aurelle zusammengelegt, die in den Gemeindeverband aufgenommen wurde. Dies reduzierte die Anzahl der Gemeinden des Gemeindeverbands von 29 auf 28.

## Mitgliedsgemeinden
| Gemeinde                                        | Einwohner 1. Januar 2022 | Fläche km² | Dichte Einw./km² | Code INSEE | Postleitzahl |
| ----------------------------------------------- | ------------------------ | ---------- | ---------------- | ---------- | ------------ |
| Astet                                           | 57                       | 34,45      | 2                | 07018      | 07330        |
| Borée                                           | 142                      | 27,67      | 5                | 07037      | 07310        |
| Borne                                           | 45                       | 32,01      | 1                | 07038      | 07590        |
| Cellier-du-Luc                                  | 91                       | 14,73      | 6                | 07047      | 07590        |
| Coucouron                                       | 767                      | 23,89      | 32               | 07071      | 07470        |
| Cros-de-Géorand                                 | 151                      | 43,39      | 3                | 07075      | 07510        |
| Issanlas                                        | 103                      | 28,40      | 4                | 07105      | 07510        |
| Issarlès                                        | 125                      | 18,44      | 7                | 07106      | 07470        |
| La Rochette                                     | 63                       | 13,86      | 5                | 07195      | 07310        |
| Lachamp-Raphaël                                 | 66                       | 14,09      | 5                | 07120      | 07530        |
| Lachapelle-Graillouse                           | 188                      | 20,48      | 9                | 07121      | 07470        |
| Lanarce                                         | 209                      | 22,37      | 9                | 07130      | 07660        |
| Laveyrune                                       | 109                      | 13,44      | 8                | 07136      | 48250        |
| Lavillatte                                      | 43                       | 18,60      | 2                | 07137      | 07660        |
| Le Béage                                        | 255                      | 32,83      | 8                | 07026      | 07630        |
| Le Lac-d’Issarlès                               | 251                      | 14,35      | 17               | 07119      | 07470        |
| Le Plagnal                                      | 65                       | 16,07      | 4                | 07175      | 07590        |
| Le Roux                                         | 64                       | 16,43      | 4                | 07200      | 07560        |
| Lespéron                                        | 321                      | 24,99      | 13               | 07142      | 07660        |
| Mazan-l’Abbaye                                  | 124                      | 44,79      | 3                | 07154      | 07510        |
| Sagnes-et-Goudoulet                             | 119                      | 25,02      | 5                | 07203      | 07450        |
| Saint-Alban-en-Montagne                         | 65                       | 13,94      | 5                | 07206      | 07590        |
| Saint-Cirgues-en-Montagne                       | 215                      | 21,78      | 10               | 07224      | 07510        |
| Saint-Étienne-de-Lugdarès                       | 407                      | 50,34      | 8                | 07232      | 07590        |
| Saint-Laurent-les-Bains-Laval-d’Aurelle         | 184                      | 35,48      | 5                | 07262      | 07590        |
| Saint-Martial                                   | 271                      | 36,18      | 7                | 07267      | 07310        |
| Sainte-Eulalie                                  | 209                      | 22,11      | 9                | 07235      | 07510        |
| Usclades-et-Rieutord                            | 110                      | 12,46      | 9                | 07326      | 07510        |
| Communauté de communes de la Montagne d’Ardèche | 4.819                    | 692,59     | 7                | –          | –            |